# Гулбенський район
Гулбенський район (латис. Gulbenes rajons) — район Латвії. Межує з Валкським, Алуксненським, Балвським, Мадонським та Цесіським районами Латвії.
Адміністративний центр району — місто Айзкраукле.
Площа району — 1 873 км².